# 지방도 제810호선
지방도 제810호선은 전라남도 목포시 대의동 목포시도로원표에서 영암군 삼호읍 용앙리를 잇던 전라남도의 지방도이다.
2007년 건설교통부의 단구간 지방도 노선 조정에 의해 폐지되었으며, 삼호읍 대부분 구간은 지방도 제806호선과 통합되었다. 하지만 도로현황조서에는 2008년까지 표기되었다.

## 연혁
- 1985년 12월 23일 : 기점을 '목포시 대의동', 종점을 '영암군 삼호면 용앙리'로 명시하고 도로개량이 완료된 목포시 대의동 ~ 만호동 613m 구간과 영암군 삼호면 용당리 ~ 용암리 10.742km 구간 도로예정지 해제[1]
- 1995년 12월 8일 : 기존 지방도 노선을 폐지하고 새로 지정. 이때 기점이 목포시 대의동에서 '목포시 만호동'으로 변경됨.[2]
- 2003년 3월 27일 : 기존 지방도 노선을 폐지하고 새로 지정.[3]
- 2007년 1월 5일 : 단구간 지방도 노선 조정으로 인해 지방도 제806호선에 통합 및 폐지[4]

## 주요 경유지
- 목포시
  - 대의동 - 만호동

-이 사이 도로 없음-
- 영암군
  - 삼호읍 용앙리(국도 제2호선과 분기)